# Goniothalamus stenophyllus
Goniothalamus stenophyllus este o specie de plante din genul Goniothalamus, familia Annonaceae, descrisă de Elmer Drew Merrill. Conform Catalogue of Life specia Goniothalamus stenophyllus nu are subspecii cunoscute.